# Chesneya rytidosperma
Chesneya rytidosperma är en ärtväxtart som beskrevs av Hippolyte François Jaubert och Édouard Spach. Chesneya rytidosperma ingår i släktet Chesneya och familjen ärtväxter. Inga underarter finns listade i Catalogue of Life.